# Flávio Clementino da Silva Freire
Flávio Clementino da Silva Freire, Barão de Mamanguape, (Paraíba, 21 de agosto de 1816 — 26 de agosto de 1900) foi um proprietário rural e político brasileiro.
Foi formado em Direito e proprietário de uma fazenda de açúcar.
Na política, foi deputado geral pela Província da Paraíba do Norte (1857 a 1864); presidente da mesma província (1853, 1854, 1855, 1861 e 1876 a 1877) e senador do Império do Brasil de 1869 a 1889.
Título de Barão de Mamanguape, por decreto imperial de 14 de março de 1860 e oficial da Imperial Ordem da Rosa.